# Ashington
Ashington – miasto i civil parish w Wielkiej Brytanii, w Anglii, w regionie North East England, w hrabstwie Northumberland, w dystrykcie (unitary authority) Northumberland. W 2011 roku civil parish liczyła 27 789 mieszkańców.
W tym mieście ma swą siedzibę klub piłkarski Ashington A.F.C.
Z Ashington pochodzi Katherine Copeland, brytyjska wioślarka.